# Valens (kejser)
 For alternative betydninger, se Valens (flertydig). (Se også artikler, som begynder med Valens)
Flavius Julius Valens (Latin: IMP·CAESAR·FLAVIVS·IVLIVS·VALENS·AVGVSTVS) (328 – 9. august 378) var romersk kejser 364-378. Hans broder den tidligere garderofficer Valentinian I blev af hæren udpeget til kejser efter Jovian, og han accepterede at blive kejser for Romerrigets vestlige del og udpegede sin broder Valens til kejser og regent i rigets østlige del.
Valens fik konstrueret Konstantinopels vandforsyningssystem, hvor vandet førtes ind til byen fra søer og floder gennem underjordiske rør. De sidste 1000 m blev vandet ført gennem byen i en to etager høj akvædukt, som stadig kaldes Valensakvædukten, og hvoraf ca. 600 m stadig kan ses.
I 369-370 kæmpede Valens mod vestgoterne ved Donau, men sluttede i 371 fred på fordelagtige betingelser med vestgoternes kong Athanarik og østgoterkongen Ermanarik.
Østgoterne (ved Don) og senere vestgoterne (ved Donau) måtte flygte mod vest og syd mod det romerske rige på grund af hunnernes fremtrængen. I 376 flygtede vestgoterne over Donau og fik som det første folk ret til at slå sig ned i Romerriget. Deres betingelser var dog så dårlige, at de gjorde oprør, og i 378 vandt de en stor sejr over romerne ved Edirne (det daværende Hadrianopolis eller Hadrianopel). Kejser Valens omkom vist i slaget efter at være såret og bragt til en hytte, som goterne omringede og stak i brand.